# Лонхокарпус
Лонхока́рпус (лат. Lonchocárpus) — род растений подсемейства мотыльковые семейства бобовые.

## Хозяйственное значение и применение
Смола кубе́ добывается из корней Lonchocarpus urucu и Lonchocarpus utilis (кубе́). Она содержит токсичные ретеноиды ротенон и дегуелин, что делает возможным её использование в качестве инсектицида и пестицида. Поскольку это природные соединения, их раньше использовали в органическом земледелии. Так как они весьма неселективны и убивают как вредителей, так и полезную фауну, то сегодня они считаются вредными для окружающей среды. Кроме того, постоянное воздействие ротенона и дегуелина, по-видимому, увеличивают риск болезни Паркинсона даже у млекопитающих, для которых эти соединения являются менее токсичными, чем для рыб и насекомых. С другой стороны, дегуелин может быть полезным в терапии рака, если использовать его непосредственно на тканях опухоли, а корни Lonchocarpus используется в незначительной степени коренными народами в качестве вспомогательного средства для рыбалки, например, народом нукак, которые называют их nuún.
Кора Lonchocarpus violaceus традиционно используется юкатекскими майя как слегка пьянящая медовуха, называемая балче. Она пользовалась высоким уважением в древности и считалась священным напитком бога опьянения. Её по-прежнему пьют и сегодня, после испанского завоевания Юкатана, она считается менее вредной, нежели алкогольные напитки, ввозимые европейцами. Не совсем понятно, в какой мере корни были использованы для производства балче, и в какой степени токсичные изофлавоны присутствуют в L. violaceus. Опьяняющая сила балче может быть увеличена с помощью мёда, полученного из нектара Lonchocarpus violaceus , собранного традиционными безжальными пчёлами.
Некоторые насекомые эволюционировали так, что стали невосприимчивыми к токсинам Lonchocarpus, и теперь питаются этими растениями. К ним относится и возможный новый таксон Astraptes fulgerator, комплекс криптических видов, которые приобрели эту способность совсем недавно и обнаружены на Lonchocarpus costaricensis и Lonchocarpus oliganthus.

## Виды
- Lonchocarpus bussei Harms
- Lonchocarpus calcaratus
- Lonchocarpus capassa Rolfe
- Lonchocarpus chiricanus
- Lonchocarpus costaricensis
- Lonchocarpus domingensis
- Lonchocarpus glaziovii Taub.
- Lonchocarpus kanurii
- Lonchocarpus laxiflorus
- Lonchocarpus miniflorus
- Lonchocarpus molinae
- Lonchocarpus monilis
- Lonchocarpus nelsii (Schinz) Heering & Grimme
- Lonchocarpus oliganthus
- Lonchocarpus phaseolifolius
- Lonchocarpus phlebophyllus
- Lonchocarpus retiferus
- Lonchocarpus sanctuarii
- Lonchocarpus santarosanus
- Lonchocarpus trifolius
- Lonchocarpus urucu
- Lonchocarpus utilis
- Lonchocarpus violaceus
- Lonchocarpus yoroensis